# Додекан
Додека́н — органічна сполука, належить до алканів. C12H26

## Властивості
Аналогічні властивостям вищих алканів.
Безбарвна рідина. Молярна маса 170.34. Густина 0.75. Динамічна в'язкість 1.34.  Темп. плавления -9.6 ; темп. кипіння 216.2; темп. спалахування 74. Показник заломлення 1.4216 ± 0.002.

## Ізомерія
Число ізомерів у додекана становить 355.

## Використання
Застосовується як органічний розчинник. Є компонентом  дизельного палива.